# Job 2
Job 2 es el segundo capítulo del Libro de Job en la Biblia hebrea o el Antiguo Testamento del cristianismo . El libro es anónimo; la mayoría de los estudiosos creen que fue escrito alrededor del siglo VI a. C. Este capítulo pertenece al prólogo del libro, que comprende Job 1:1-2:13.

## Texto
El texto original está escrito en lengua hebrea. Este capítulo se divide en 13 versículos.

### Testimonios textuales
Algunos manuscritos antiguos que contienen el texto de este capítulo en hebreo pertenecen al texto masorético, que incluye el Códice de Alepo (siglo X) y el Codex Leningradensis (1008).
También existe una traducción al griego koiné conocida como la Septuaginta, realizada en los últimos siglos antes de Cristo; algunos manuscritos antiguos que se conservan de esta versión incluyen el Codex Vaticanus (B; {\displaystyle {\mathfrak {G}}}B; siglo IV), el Codex Sinaiticus (S; BHK: {\displaystyle {\mathfrak {G}}}S; siglo IV) y el Codex Alexandrinus (A; {\displaystyle {\mathfrak {G}}}A; siglo V).

## Análisis
Dentro de la estructura del libro, los capítulos 1 y 2 se agrupan como «el prólogo» con el siguiente esquema:
- Job es completamente justo (1:1-5)
- La primera escena del tribunal celestial (1:6-12)
- La primera prueba: la pérdida de las posesiones y la familia (1:13-19)
- La primera reacción de Job ante su pérdida y el veredicto del narrador (1:20-22)
- La segunda escena del tribunal celestial (2:1-6)
- La segunda prueba: las llagas espantosas (2:7-10)
- La llegada y la misión de los amigos (2:11-13)

Toda esta sección precede a las siguientes partes del libro:
- El diálogo (capítulos 3-31)
- Los veredictos (32:1-42:6)
- El epílogo (42:7-17)

El prólogo consta de cinco escenas en forma de prosa (1:1-5; 1:6-12; 1:13-22; 2:1-6; 2:7-13 (3:1)), que alternan entre la tierra y el cielo, y presentan a los personajes principales y la cuestión teológica que se va a explorar.

## Segunda conversación (2:1–6)
El pasaje describe la conversación en la segunda corte celestial, que es muy similar a la primera. Desde el versículo 1 hasta la mitad del versículo 3, la narración repite prácticamente Job 1:7-8, excepto por la adición de tres palabras en hebreo al final del versículo 2:1 (להתיצב על יהוה, lə-hiṯ-yaṣ-ṣêḇ ‘al-, traducido: 'presentarse ante YHWH') y la diferencia en la palabra hebrea utilizada para «desde donde» (מֵאַ֣יִן, mê-’a-yin, en 1:7; אי מזה, ’ê miz-zeh, en 2:2). Se indica que, tras la serie de calamidades que se abaten sobre sus posesiones y sus hijos, Job sigue «aferrándose» a su integridad, manteniendo básicamente todas sus loables cualidades personales. YHWH afirma que ha sido «incitado» a «arruinar» a Job «sin ninguna razón», reconociendo que YHWH es responsable y debe rendir cuentas, pero principalmente invitando al Adversario a reconocer que Job ha superado la prueba. El Adversario responde que la prueba no fue lo suficientemente lejos, utilizando la frase «piel por piel» (4 9) para igualar el intercambio incluyendo todo lo que un hombre daría para salvar su propia piel. YHWH permite al Adversario continuar con la segunda prueba, tocar («dañar» o «golpear») la «carne y los huesos» de Job, pero no su «vida». A partir de entonces, Dios no volverá a hablar hasta capítulo 38.

### Versículo 3
El Señor dijo al Adversario: "¿Has considerado a mi siervo Job, que no hay otro como él en la tierra, un hombre íntegro y recto, que teme a Dios y se aparta del mal? Él sigue firme en su integridad, aunque tú me has incitado contra él para destruirlo sin motivo».
- «Movido»: o «incitado»; traducido del hebreo, de la raíz verbal «sut», que tiene el sentido de «incitar a alguien a actuar de una manera diferente a la que habría elegido sin provocación» (cf. Dios incitó al pueblo a hacer lo malo en 1 Samuel 26:19; 2 Samuel 24:1; incitación humana en 2 Reyes 18:32; Jeremías 43:3).[19] 1 Crónicas 21:1 indica que, aunque YHWH permite las acciones malvadas dentro de su plan soberano, no es Él quien causa directamente el mal.[19]
- «Sin causa»: o «sin ninguna razón»; traducido del hebreo: «khinnam», «por nada» en Job 1:9; también «en vano» (Ezekiel 6:10), «innecesariamente» (1 Samuel 25:31) o «sin compensación» (Génesis 29:15) o refiriéndose a tratos inmerecidos en 1 Samuel 19:5; 1 Reyes 2:31.[20]

### Versículo 6
El Señor dijo al Adversario: «Muy bien, él está en tu mano, pero perdona su vida.»
- «Muy bien»: o «he aquí» (KJV, NKJV, etc.); traducido de la partícula en hebreo הִנּוֹ, «hinnow», literalmente, «¡aquí está!», cuando Dios presenta a Job a Satanás.[22] La Septuaginta griega lo traduce como «Te lo entrego».[23]

Este versículo muestra que YHWH es soberano sobre el Adversario al poner límites a hasta dónde puede llegar la acción contra Job.

## La aflicción de Job y la llegada de los consejeros (2:7-13)
La primera parte de la sección (versículos 7-8) describe el segundo ataque del Adversario contra Job, que añade un aspecto negativo, al infligir el dolor físico de «llagas horribles», a la eliminación de los aspectos positivos de la vida de Job con el primer ataque. Las palabras de la esposa de Job provocan una respuesta verbal de Job sobre el segundo ataque (versículos 9-10). La llegada de los tres amigos de Job, su luto y su silencio, dejan que Job sea el primero en hablar, preparando el escenario para los diálogos poéticos posteriores (capítulos 3 a 42).

### Versículo 7

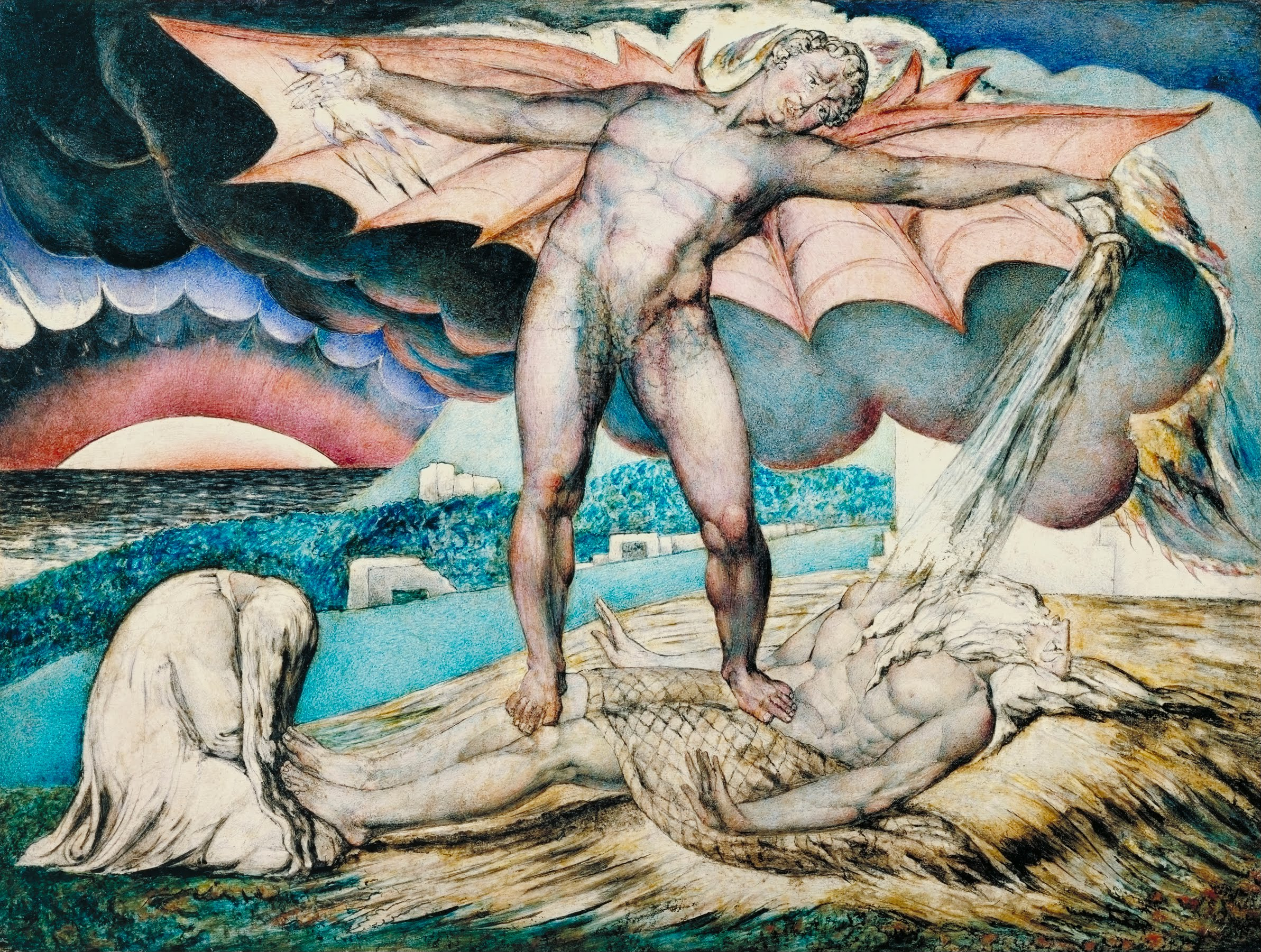
«Satanás golpeando a Job con úlceras», pintura de William Blake (c. 1826)

Por lo tanto, el Adversario salió de la presencia del Señor y afligió a Job con llagas graves desde la planta de los pies hasta la coronilla.
- «Llagas graves»: de שְׁחִין, shekhin, «forúnculos».[28] No es lo mismo que el término traducido como «lepra», sino que se refiere más a una «inflamación de la piel».[29]

### Versículo 8
“'Job tomó un trozo de cerámica rota para rascarse, y se sentó en cenizas, sumido en la miseria.”' 

### Versículo 9

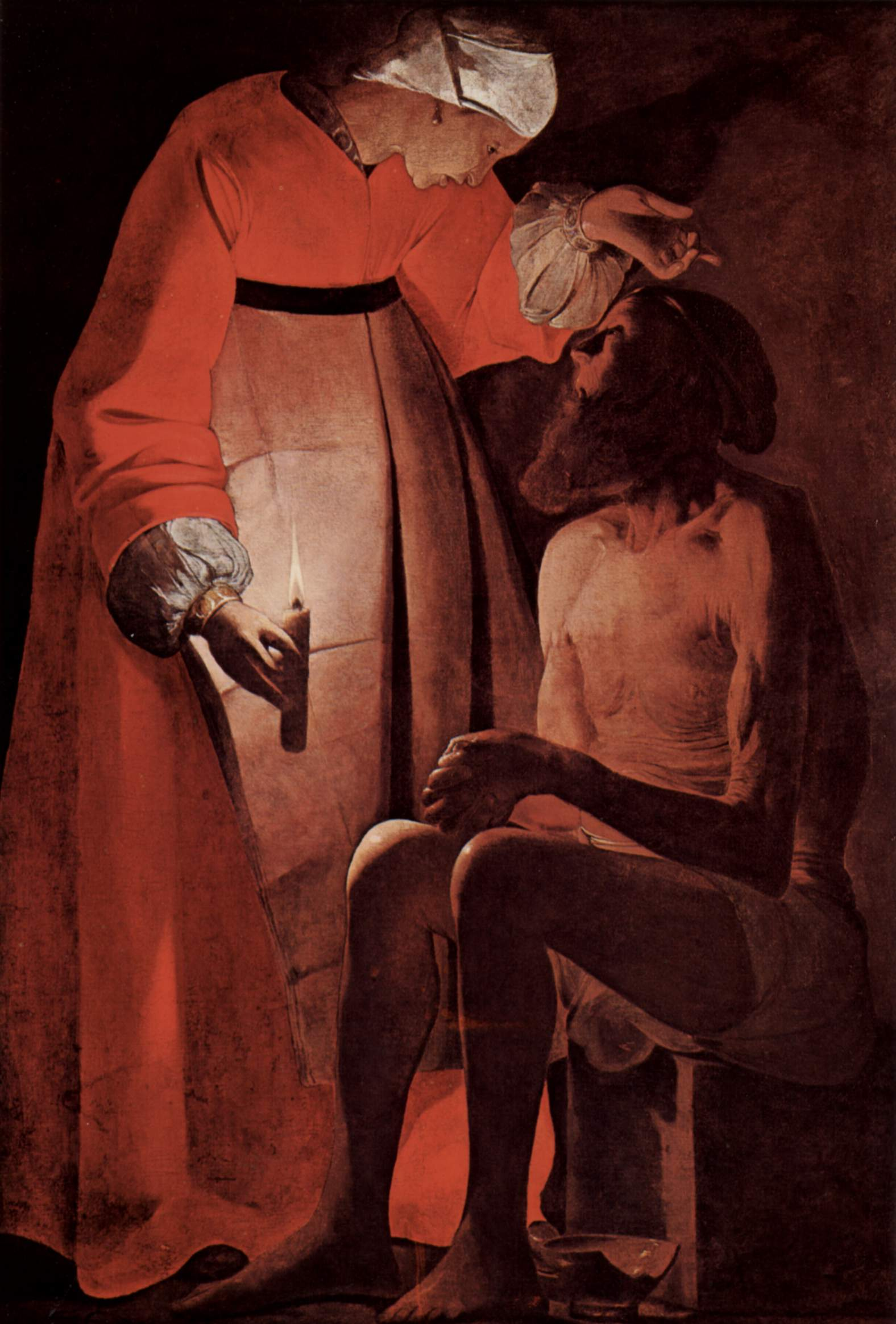
"Job tentado por su esposa", pintado por Georges de La Tour (1625–1650)

Entonces su esposa le dijo: «¿Aún mantienes tu integridad? Maldice a Dios y muere».
- «Su mujer»: La mujer de Job solo se menciona aquí en la Biblia en hebreo, sin nombre, pero con su única intervención. [24] En el Targum arameo, su nombre es «Dinah», en alusión a Génesis 34, mientras que en el «Testamento de Job» se la llama «Sitis».[25] La raíz hebrea de «esposa» (אִשָּׁה, ishshah recuerda la descripción que Adán hace de Eva como «hueso de mis huesos y carne de mi carne» en Génesis 2:23 (עצם מעצמי ובשר מבשרי, ‘e-ṣem mê-‘ă-ṣā-may ū-ḇā-śār mi-bə-śā-rî[32]) en relación con la intención del Adversario de golpear «los huesos y la carne» de Job (5 9; אל עצמו ואל בשרו, ’el-‘aṣ-mōw wə-’el-bə-śā-rōw, «a sus huesos y a su carne»[33]).[17]
- «Maldición»: del verbo en hebreo בָּרַךְ, «barakh»,[34] literalmente «bendecir», pero en un sentido malvado (cf. Job 1:5).[35][36]

Las palabras de la esposa de Job pueden interpretarse como una sugerencia de un «método teológico de suicidio», es decir, instar a Job a «sacarlo de su miseria haciendo lo único prohibido («maldecir a Dios») que asegurará su destrucción inmediata y pondrá fin a su agonía sin fin», según la tradicional «doctrina de la retribución (divina)».
La Septuaginta griega tiene una lectura más larga con la frase «cuando pasó mucho tiempo» al principio del versículo y el discurso de la esposa de Job: «¿Hasta cuándo vas a resistir, diciendo: «He aquí, espero un poco más, esperando la esperanza de mi liberación»? Porque he aquí, tu memoria ha sido borrada de la tierra, incluso tus hijos e hijas, los dolores y los penes de mi vientre, que llevé en vano con tristeza, y tú mismo te sientas a pasar la noche al aire libre entre la corrupción de los gusanos, y yo soy una vagabunda y una sierva de lugar en lugar y de casa en casa, esperando la puesta del sol, para descansar de mis trabajos y dolores que ahora me acosan, pero di alguna palabra contra el Señor y muere».

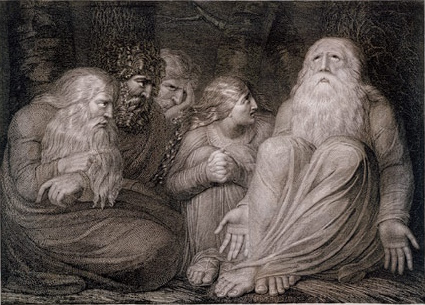
Los tormentos de Job de William Blake en Ilustraciones de William Blake para el Libro de Job.Ilustraciones para el Libro de Job.

### Versículo 13
“'Y se sentaron con él en tierra siete días y siete noches, y nadie le dijo palabra, porque veían que su dolor era muy grande.”'
- «Sufrimiento»: de la palabra en hebreo כְּאֵב, «keʾev», «dolor», tanto mental como físico. [40]

## Comentarios

### De la Iglesia católica

#### A los versículos 1-10
La segunda escena del relato, aunque más breve que la anterior, es aún más intensa. Dios vuelve a afirmar con solemnidad la rectitud de Job, pero Satán insiste en someterlo a una prueba aún más dura: una enfermedad grave, una úlcera maligna que, además de dolor físico, conlleva la marginación social, como indica la ley de Levítico (13,45-46). Esta aflicción deja a Job en un estado deplorable, tanto físico como social, y hasta su esposa lo reprende, interpretando sus desgracias como un castigo divino. La respuesta de Job, sin embargo, es digna de admiración. No se deja llevar por la desesperación ni la amargura, y reprende a su mujer no por maldad, sino por insensatez. Con una enseñanza propia de un sabio, le responde: «Si aceptamos de Dios los bienes, ¿cómo no vamos a aceptar también los males?» (v. 10), mostrando su aceptación plena del misterio del sufrimiento.
Como en la escena anterior, el autor concluye con una afirmación clara: Job no pecó, ni siquiera bajo esta presión extrema (v. 10b). Con esto, queda planteado el gran interrogante que desarrollará el resto del libro: ¿cómo puede ser que un hombre inocente sufra tanto? La tensión está servida para el diálogo que vendrá a continuación. La frase «Piel por piel» del versículo 4 es una expresión popular para indicar un intercambio justo. Aquí indicaría que Job sigue siendo íntegro no por virtud, sino sólo porque Dios le da la vida (cfr 1,6-12).

#### A los versículos 11-13
La mujer de Job, aunque habla desde la emoción, probablemente movida por el dolor ante el sufrimiento de su esposo, no lo hace con sabiduría. Job la reprende, llamándola necia (2,10), pero no la desprecia ni la rechaza. Su figura sirve de contraste que resalta aún más la fidelidad y sabiduría del protagonista. A diferencia de ella, los amigos de Job son presentados inicialmente como sabios y respetuosos. Se comportan con moderación tanto en sus gestos como en sus palabras. Los siete días de silencio que guardan junto a Job corresponden al período tradicional de duelo por un difunto, lo que subraya su actitud comedida.
Sin embargo, sus gestos, aunque adecuados, carecen de afecto cercano y profundo. Reflejan respeto, no compasión. El diálogo que más adelante entablarán con Job será frío y desapasionado, más propio de un debate entre sabios que de una conversación entre amigos íntimos. Esta distancia marcará el tono de las intervenciones posteriores y revelará la incomprensión que rodea a Job en medio de su sufrimiento.